# Berlare Broek
Het Berlare Broek is een natuurgebied in de Oost-Vlaamse gemeente Berlare in Nationaal Park Scheldevallei in België.
Het gebied is 126 ha groot en gelegen in en bij een oude  meander van de Schelde die aansluit bij het Donkmeer. Het langgerekte gebied kent broekbossen en een vijftigtal vijvers. Het is Europees beschermd als onderdeel van Natura 2000-gebied Schelde en Durme-estuarium van de Nederlandse grens tot Gent. Bij Koninklijk Besluit van 18/09/1981 werd het onder de naam 'Het Broek' een beschermd landschap. Voor 1970 waren de plassen van Overmere-Donk al beschermd, gevolgd door de 24 ha grote vijver 'Turfput' in het noorden van Het Broek in 1977.

## Geschiedenis
De Scheldebocht werd ongeveer 10.000 jaar geleden afgesneden. Het leidde tot plantengroei en veenvorming waardoor de meander verlandde, een proces dat duizenden jaren duurde. In 1686 startte de turfwinning die door ging door tot na 1800. In 1854 werd het nu weer waterrijke gebied verkocht met de verplichting tot drooglegging. Vanaf 1862 was het gebied enigszins droog en werd het gebruikt voor de productie van wilgentenen, wijmen, waarvan manden konden worden gevlochten. Na de Tweede Wereldoorlog kwam er een populierenplantage ten behoeve van de luciferindustrie.
In 1965-1975 werden een vijftigtal vijvers uitgegraven en in 1979 werd het gebied aangekocht door de overheid, tegenwoordig het Agentschap voor Natuur en Bos. Het werd omgevormd tot natuur- en recreatiegebied.

## Gebied
De bosgordel van Berlare Broek is omstreeks 350 meter breed en zes km lang. Hoewel er nog veel populieren staan ontwikkelt zich in de eenentwintigste eeuw steeds meer een ondergroei van inheemse struiken en moerasbos met drijftillen waarop zeggesoorten te vinden zijn. Hier komt ook veenmos voor.
Als floristieke bijzonderheden kunnen blauw glidkruid, kleine lisdodde, moesdistel en keverorchis worden genoemd. Uit de vogelwereld zijn ijsvogel, waterral, blauwborst, wintertaling, krakeend, roerdomp, matkop, wielewaal, nachtegaal en aalscholver vertegenwoordigd. Verder komen er zeventien vissoorten voor waaronder baarssoorten, snoek, karper, brasem, giebel en paling.